# Телавский муниципалитет
Телавский муниципалитет (груз. თელავის მუნიციპალიტეტი telavis municipʼalitʼetʼi) — муниципалитет в Грузии, входящий в состав края Кахетия. Находится на востоке Грузии, на территории исторической области Кахетия. Административный центр — Телави. До 1917 года территория муниципалитета входила  в состав  Тбилисской губернии  Телавского уезда. C 1930 года Телави  существует как отдельный район. В 2006 году  переименован   муниципалитетом, 2014-2017 город Телави был отделен  от муниципалитета.

## История
Современные поселения, находящиеся на территории нынешнего муниципалитета представляли собой одну из самых значительных культурных, торговых, и образовательных центров.
После присоединения Картли — Кахетинского царства к Российской империи (1801 год) была создана административно-территориальная единица -Телавский уезд, который занимал верхнюю часть Алазанской долины.
По данным Дюбуа де Монперэ (1834 г.) число жителей уезда составляло 47 000 человек. В Телавском уезде было развито виноделие. Виноградные плантации занимали 7 тыс. десятин земли, разлив вина составлял 31 360 000 пинт. Лучшими местами для виноделия считались Кондоли, Кварели, и Цинандали.
В 1841 году территория была разделена на Телавский, Кварельский, Уканмхрис (одна из внешних сторон), Тушетский, Пшавско-хевсурские части. В 1842 году от Телавского уезда отделили тушинский и пшавский участки и была создана самостоятельная административная единица. В 1844 году восстановили Сигнахский уезд, а Телавский уезд разделили на телавский и кварельские участки. В 1874 году от Телави была отделена ещё и Тианетский край. В 1891 году в Телавский уезд входили Телавский (11 214 жителей,) Кварельский (20 543 жителей) и Цинандальский (33362 жителей) участки. Всего в состав уезда числился один город и 61 село. Площадь территории составлял 2523,43 км². В 1930 году Телавский уезд был упразднен, было создано несколько районов, одним из них был Телавский район, а город Телави стал административным центром.
С 2006 года Телавский район именуется Телавский муниципалитетом, в 2014 году город Телави был отделен от муниципалитета.
С 2017 года город Телави был лишен статуса самоуправляемого города и вошел в состав муниципалитета.

## Административное  устройство
С 2006 года Телави именуется муниципалитетом,  к нему относится  город Телави и 29 населенных пунктов. Самое большое село по численности  населения - Караджала (численностью 4891).

### Список населённых пунктов
В состав муниципалитета входит 30 населённых пунктов, в том числе 1 город и 29 сёл:
| Город/сёла                            | Численность в 2014 году, чел. | грузины % | азер- байджан- цы % | осетины % |  |
| ------------------------------------- | ----------------------------- | --------- | ------------------- | --------- |  |
| город Телави (груз. თელავი)           | 19 629                        | 96,1      | 2,4                 | 0,7       |  |
| Акура (груз. აკურა)                   | 1869                          | 98,5      | 1,9                 | 0,5       |  |
| Артана (груз. ართანა)                 | 819                           | 98,5      | 2                   |           |  |
| Ахатели (груз. ახატელი)               | 271                           | 97,0      | 1,1                 | 0,5       |  |
| Бушети (груз. ბუშეტი)                 | 1090                          | 97,4      | 2                   | 1         |  |
| Ванта (груз. ვანთა)                   | 937                           | 99,7      |                     |           |  |
| Вардисубани (груз. ვარდისუბანი)       | 2646                          | 99,6      |                     |           |  |
| Гулгула (груз. გულგულა)               | 1108                          | 99,7      |                     |           |  |
| Джугаани (груз. ჯუღაანი)              | 178                           | 57,9      |                     | 38,9      |  |
| Икалто (груз. იყალთო)                 | 2034                          | 99,8      |                     |           |  |
| Караджала (груз. ყარაჯალა)            | 4891                          |           | 99,6                |           |  |
| Квемо-Ходашени (груз. ქვემო ხოდაშენი) | 1277                          | 99,6      |                     |           |  |
| Кисисхеви (груз. კისისხევი)           | 1916                          | 99,6      |                     |           |  |
| Кобадзе (груз. კობაძე)                | 58                            | 100       |                     |           |  |
| Кондоли (груз. კონდოლი)               | 2188                          | 99,3      |                     |           |  |
| Курдгелаури (груз. კურდღელაური)       | 3962                          | 98,1      |                     |           |  |
| Лалискури (груз. ლალისყური)           | 499                           | 100       |                     |           |  |
| Лапанкури (груз. ლაფანყური)           | 620                           | 98,5      | 1,4                 | 0,6       |  |
| Лечури (груз. ლეჩური)                 | 88                            | 98,7      | 0,1                 | 0,1       |  |
| Надиквари (груз. ნადიკვარი)           | 69                            | 98,6      |                     |           |  |
| Напареули (груз. ნაფარეული)           | 2003                          | 96,8      | 2,5                 |           |  |
| Насамхрали (груз. ნასამხრალი)         | 576                           | 100       |                     |           |  |
| Пантиани (груз. პანტიანი)             | 7                             | 100       |                     |           |  |
| Пшавели (груз. ფშაველი)               | 1624                          | 96,8      | 2,5                 | 0,7       |  |
| Руиспири (груз. რუისპირი)             | 2297                          | 99,4      |                     |           |  |
| Саниоре (груз. სანიორე)               | 735                           | 99,7      |                     |           |  |
| Серодани (груз. სეროდანი)             | 10                            | 100       |                     |           |  |
| Тетри-Цклеби (груз. თეთრი წყლები)     | 93                            | 100       |                     |           |  |
| Цинандали (груз. წინანდალი)           | 2675                          | 97,4      | 0,0                 | 2,6       |  |
| Шалаури (груз. შალაური)               | 2186                          | 99,6      |                     |           |  |

## География
Телавский муниципалитет с севера и запада граничит с Ахметским муниципалитетом, с северо-востока - с республикой  Дагестан,  с востока- Кварельским, с юго - востока с Гурджаанским,  с юго- запада -  Сагареджойским    муниципалитетами.
Большую часть муниципалитета занимают широколиственные  леса.
Территория муниципалитета  относится к округу с климатом  равномерных субтропиков. На Алазанской долине   сформировался умеренно влажный субтропический климатический округ   с жарким летом  и умеренно холодной зимой. Средняя годовая температура  воздуха  +12 0С. Количество осадков—700-800 мм  в году.
Река Алазани  считается одной из самых длинных рек Грузии, длина составляет 351 километров,  река и ее бассейн  образуют главную гидрологическую артерию.
Реки:
Стори, Кисисхеви, Лопота, Турдо, Телависхеви, и др.

### Рельеф
С Геоморфология точки зрения территория муниципалитета сложного строения.   Центральная  часть  Телавского муниципалитета  находится   на  аккумуляционной  долине Алазани,  которая с геологической  точки зрения представляет собой тектоническую единицу.  Территория ограничена с юго- запада Гомборским хребтом, а с северо-востока  Кахетинским Кавказом.  Высота равнин  данной местности составляет 350-660 метров  над уровнем моря.
В юго-западной части муниципалитета   возник  Гомборский хребет,   который сложен из рядов мезозойских  и кайнозойских  пластов.  На территории муниципалитета находится самая высокая гора - Циви, (1991м), сформирована   мио-плиоценическими   рыхлыми осадками- конгломератами, глиной и песчаниками.
Значительной  орографической  единицей является  Андаразанский хребет (разветвление южной части Кавказа в Кахетии) ,  который является   водоразделителем   рек   Дидхеви  и  Лопота,  выстроен   лиасским  глиняным плитняком и галечником.
В северной части хребта возвышена вершина Большой Андаразани, (3039 м). В южной части возвышается Малый Андаразани (2448 м) . Телавский муниципалитет расположен на юго-западном склоне Кавказа  в Кахетии   между  юго-западными  разветвленными склонами: Саджихве -Гиргали   и Накерали, сформированы глиняными галечниками, мергелами, известковыми камнями  юрского и мелового периодов.

### Внутренние воды
Главную гидрологическую артерию Телавского муниципалитета создает  река Алазани и ее бассейн.  Река Стори(длина 38 км)пополняется с южного склона Кавкавзских гор Кахетии подземными водами,  водами талого снега и дождя.  В нескольких километрах, с южной стороны  вершины  горы Циви, берет начало река  Кисисхеви (длина 37 км), при истоке которой  развиты бедленды.
Гидрологической единицей является река Лопота (длина 33км), с  ее правой стороны  приток – Дидхеви,  протекает с южного склона Кавказа.  Она течет   по территории Кварельского муниципалитета,  продолжает путь  по Телавскому,  где поворачивает свой путь на запад  и резко-в сторону юга, протекая через села Саниоре, Напареули. Через несколько оврагов  направляется  к Алазани , воссоединяясь с ней с левой стороны.   Часто  здесь имеет место паводок. Главным притоком  Лопота  является приток Дидхеви (19км).
К периодическим рекам относится  река Турдо(длина 32км). Исток река берет   с  Гомборского  хребта и создает  разгрузочный конус на Алазанской равнине. В питании реки главную роль играет дождевая вода, сравнительно   малую -талая  снеговая.
Типичной  селической речкой  является Телависхеви (длина21км),  сливается с рекой Алазани с правой стороны. На территории муниципалитета  протекают и малые реки-Акурисхеви (длина 19 км)  и Вантисхеви  (20км) . Территория муниципалитета не богата озерами.

### Климат
Территория Телавского муниципалитета относится к  умеренно - влажному субтропическому поясу.
На Алазанской долине сформировался умеренно влажный климат:  жаркое лето, умеренно холодная зима, средняя годовая температура  +12 °C, абсолютный максимум температуры  +39 °C, количество осадков - 700-800 мм в году.
На Гомборском хребте, высота которого 1200 метров над уровнем моря,  климат  умеренно- влажный, температура на вершине горы +40 С, количество осадков  1 150 мм,   в субальпической зоне осадочность возрастает до 2 000 мм в году.

### Почва
На левом берегу реки Алазани сформирована  лугово-лесная  безкарбонатная аллювическая почва,  а на правом берегу-карбонатная .  
В предгорье – коричневая почва. В Кахетии, в горах Кавказа  и  на нижних частях горных склонов,   под крупнолистовыми лесами распространена лесная чернозёмная песчаная   почва.  На известковых конгломератах- перегнойно- карбонатная почва.

### Ландшафты
На территории Телавского  муниципалитета   ландшафт  состоит   из:
- Конусообразных   равнинных лесов и  кустарников, которые произрастали   на массах, образованных   речными  водами на  пролювиальных и    дерново- карбонатных почвах;
- Предгорья    с  дубравами, с коричневыми  лесными   и дерново- карбонатными  почвами;
- Невысокие горы  с дубравами,  дуброво-грабовыми лесами, на лесных,  коричневых и дерново-карбонатных почвах;
- Горы средней вышины   с букняками,  дубравами, каштановыми лесами , на  песчаных   дерново -карбонатных почвах;
- Субальпийские луга  с горно-луговыми почвами;
- Ландшафт альпических лугов   на горно-луговой почве.

### Флора и фауна

#### Флора
Большую часть   муниципальных  земель  занимает  предгорье и низкогорье, с   дубравами,   грабовыми и  широколиственными   лесами. На территории  Алазанской  долины можно встретить  сохранившиеся  густые,  дремучие леса.
В среднегорье Гомборского хребта  на высоте 2000 метров  над уровнем моря встречаются дубравы, грабовые леса, букняки.  На  высоте   800-1000 мм   господствует буковый  лес, растет граб, местами- березовые деревья,   встречаются липа,  каштан.   На высоте 2500мм над уровнем моря -леса, кустарники, поля.

#### Фауна
Фауна муниципалитета   многообразна:
Бурый медведь, серна, косуля, заяц, волк, лиса, шакал, полевки, крыса, соня - полчок, дикая свинья.  
Орнитофауна: Орел, сова, ворона,  дятел, и т.д
В реках водятся: карп, сазан, чанари, усач,  храмуля и др.

## Население
По данным Национальной службы статистики Грузии численность жителей Телавского муниципалитета  к первому января 2021 года  составляла 55.1 тыс. человек.
В поселениях городского типа  проживает 19.8 тыс., в сельских- 35.4 тыс. человек.
По данным всеобщей переписи  населения 2014 года  численность мужчин и женщин   такова:  в поселениях городского типа  проживает 8 968 мужчин , 10 661 женщин, в селениях- 19 134 мужчин и 19 587 женщин.

### данные всеобщей переписи
| год переписи | население |
| ------------ | --------- |
| 1989         | 77 988    |
| 2002         | 70 254 ▼  |
| 2014         | 55 113 ▼  |

| Грузины       | 60 370 | 85,52 %  |
| Азербайджанцы | 8373   | 11,86 %  |
| Армяне        | 760    | 0,65 %   |
| Осетины       | 592    | 0,58 %   |
| Русские       | 281    | 0,54 %   |
| Езиды         | 357    | 0,51 %   |
| Украинцы      | 63     | 0,09 %   |
| Кистины       | 58     | 0,08 %   |
| Абхазы        | 38     | 0,05 %   |
| Греки         | 20     | 0,03 %   |
| всего         | 70 589 | 100,00 % |

| Грузины       | 52 153 | 89,72 %  |
| Азербайджанцы | 5035   | 8,63 %   |
| Езиды         | 310    | 0,53 %   |
| Русские       | 156    | 0,27 %   |
| Осетины       | 352    | 0,25 %   |
| Армяне        | 121    | 0,21 %   |
| Кистины       | 79     | 0,14 %   |
| Украинцы      | 40     | 0,07 %   |
| Цыгане (боша) | 30     | 0,05 %   |
| Греки         | 10     | 0,02 %   |
| другие        | 68     | 0,12 %   |
| всего         | 58 350 | 100,00 % |

## Образование
В муниципалитете :
27 общеобразовательных   школ,  одна частная  школа, 32 детских сада, число школьников – 8728, в садах - 3068 детей дошкольного возраста.
Функционирует  27 библиотек (22 сельских и 5 городских).
Дом молодежи и школьников, один профессиональный колледж, университет, 5 музыкальных школ, музыкальное училище и художественная школа

## Культура
В муниципалитете  3 музея. (Телавский исторический музей,  дом- музей Ал. Чавчавадзе в Цинандали,  Музей квеври и вина в Напареули) .
Театр  (Телавский Государственный профессиональный драматический  театр  имени Важа-Пшавела),  галерея  (художественная галерея имени Кетеван Иашвили).
Центр культуры, сельские дома культуры, ансамбль грузинских народных танцев  и песни,  музыкальные бэнды  -  «Гамуреби», «Музыкальный город»,  ансамбли: «Цинандали»,  «Патара Кахи», женский  фольклорный ансамбль «Телави», «Женское трио» и  камерный хор    «Кахетис хангеби»“.

### Фестивали и народные праздники
Каждый год  в муниципалитете   проводятся  разные фестивали. Среди гостей  местные визитеры  и гости из-за рубежа.
| Название                       | Дата             | Описание |
| ------------------------------ | ---------------- | --- |
| Эреклеоба                      | 7 ноября         | 7-го ноября в Телави празднуют День рождения царя Ираклия II, этот праздник называется «Эреклеоба», совершается молебен в честь усопшего царя. В городе устраиваются выставки, концерты. Проводится церемония награждения, присваивают звание « Почетного гражданина Телави». |
| Цинандальский фестиваль музыки | Сентябрь         | Ежегодно в сентябре месяце в историческом поместье Цинандали на фестиваль классической и камерной музыки приезжают грузинские и зарубежные музыканты, дают сольные концерты.                                                                                                  |
| Винный фестиваль «Телавино»    | октябрь          | Этот фестиваль объединяет винные компании и малые предприятия, которые имеют возможность представить на выставке вина собственного производства. На фестивале выступают с концертами местные и приглашенные музыкальные творческие группы.                                    |
| фестиваль классической музыки  | Сентябрь-октябрь | Каждой осенью Телави принимает гостей музыкального фестиваля, Проводят мастер-классы грузинские и зарубежные музыканты. |

## Спорт
В Телавском муниципалитете  функционирует  теннисный комплекс, который объединяет 6 современно   оборудованных теннисных  полей с глиняными покровом  (несвязный минеральный заполнитель),  2 корта с искусственным покрытием.  Наряду с  тренировками спортсменов  проводятся турниры  международного уровня.
На базе стадиона им. Гиви Чохели  функционирует  футбольная школа «Телави».
На базе спорткомплекса  Тамаза Антадзе  функционирует объединение спортивных клубов, в состав которых входят клубы: регби, баскетбола, волейбола, художественной гимнастики, шахматный, спортивного тира, настольного тенниса.
На базе спортивной школы им. Мириана Цалкаламанадзе  функионирует спортивная школа «Телави», объединены  секции:  грузинской борьбы (чидаоба),   дзюдо, самбо,  вольной борьбы, каратэ, бокса и армрестлинга.
В 2018 году   в городе Телави построен  стадион регби, где был проведен  один из  матчей европейского  чемпионата.

## Туризм
В Телави   создан туристический информационный центр, который предоставляет  местным и зарубежным  туристам информацию  о туристической инфраструктуре, архитектурных  и археологических памятниках,  культурных мероприятиях, фестивалях, народных праздниках, охраняемых природных территориях,  транспортных  маршрутах.   

### Количество  визитеров
В муниципалитете    множество винных компаний,  производств   по изготовлению сыра,   биохозяйства,   семейные  погреба (марани), где   часто гостят   местные и заграничные визитеры.
По данным 2019 года общее количество визитеров, посещающих гостиницы, музеи (Цинандальский музей Александра Чавчавадзе,  Телавский исторический музей), составило 132352 человек(Инфоцентр посетило 4647 визитеров).

### Виды туризма в муниципалитете
- Культурно-религиозный туризм
- Винный туризм
- Фестивальный туризм
- Гастрономический туризм
- Агротуризм

## Экономика
Главная отрасль  – виноградарство,   развито садоводство, бахчеводство, зерноводство,  выращивают   культуры для производства эфирных масел,  В развитии  региона    большое значение  имеют  винные    заводы,    погреба  семейного типа  (марани ) – производства  мяса и молока,  объекты общепита  и легкой промышленности.  На территории муниципалитета  проложена автомобильная  и железнодорожная магистрали.  

## Достопримечательности
Телавский муниципалитет богат достопримечательностями.
Дворцовый комплекс   «Батонис цихе»   с архитектурно - исторической   точки зрения     является   памятником   культуры национального значения Грузии.    Дворец  царя Ираклия   единственный в Грузии  царский дворец,    сохранившийся   до наших дней.
Архитектурный комплекс содержит :  царский дворец,   часовни царя Кахетинского  и   царя Арчила,   дворцовая крепость,  крепостная ограда  замка, баня, проложенный туннель   на территории дворца  и за стенами замка, сооруженная  постройка – пушечный пьедестал.
В центре города растет платан (чинар).  Возраст  - 900 лет, обхват дерева-  12 метров, Высота- 40 метров.
Из памятников зодчества  на территории  муниципалитета  находится  Монастырский комплекс Икалто,  который   был  основан   одним из ассирийских отцов  Зеноном Икалтойским  в VI  веке.
Монастырь Старая Шуамта, в ансамбль монастыря входит  базилика, датированная  V  веком.
В окрестностях села Акура - монастырь  отца Давида.
В селе Руиспири-множество значительных  исторических памятников.
Другие архитектурные памятники: Дворцовый комплекс и замок «Адамаант цихе»  - в селе Ванта.
В селе Кисисхеви  63 исторических памятников.
Самый древний из них относится к V-VI  векам.  Это трехлодочная  базилика «Рощи Богородицы». Монастырский комплекс Кондамаина ,   могильники   «Самаровани  Калос мицебис», множество церквей, останки  и артефакты, которые свидетельствуют  о  том, что на данной территории  существовало поселение городского типа.
На территории муниципалитета  находится озеро Лопота,   вокруг которого развита туристическая инфраструктура. Гостиницы, открытые и закрытые   бассейны,   оздоровительные   фитнес- центры, баскетбольные и волейбольные корты- площадки,   стадион для мини- гольфа, место для рыбалки,  конюшня,  лесной СПА  Лопота, Шато  Буера,  рестораны,  бары, открытые и закрытые   бунгало, и другие развлекательные   объекты  как для взрослых, так и для детей.

## Знаменитые горожане[29]
| Фото | имя и фамилия        | Годы      | Описание |
| ---- | -------------------- | --------- | --- |
|      | Александр Чавчавадзе | 1786-1846 | Генерал- лейтенант русской императорской армии, поэт, переводчик, винодел и общественный деятель.                                                     |
|      | Кетеван Иашвили      | 1883-1980 | Общественная деятельница, меценатка, коллекционер. |
|      | Елена Ахвледиани     | 1901-1975 | грузинский художник, график, театральный оформитель.                                                                                                  |
|      | Вахтанг Бочоришвили  | 1924-2002 | Грузинский и советский врач. |
|      | Гиви Чохели          | 1937-1994 | Грузинский и советский футболист, тренер. |
|      | Кахи Асатиани        | 1947-2002 | Грузинский и советский футболист, полузащитник. |
|      | Заза Колелишвили     | 1957-     | Грузинский актер, режиссер, сценарист, продюсер, художник.                                                                                            |
|      | Ана Матнадзе         | 1983-     | Шахматистка, всемирный гроссмейстер (2002г). |
|      | Лела Джавахишвили    | 1984-     | Шахматистка, всемирный гроссмейстер среди женщин гроссмейстеров (2003г) , всемирный гроссмейстер среди юношей (2004г), Чемпионка олимпиады 2008 года. |
|      | Бела Хотенашвили     | 1988-     | Шахматистка, всемирный гроссмейстер (2007г), гроссмейстер среди мужчин (2009г), Всемирная чемпионка среди юниоров» (2004г).                           |

## Побратимые города
| город              | государство | Регион/район/округ       | площадь    | Количество жителей | Почтовый код     | Веб-стр.                       |
| ------------------ | ----------- | ------------------------ | ---------- | ------------------ | ---------------- | ------------------------------ |
| Зелена гура        | Польша      | Любушское воеводство     | 58,32 км²  | 118 982 (2011)     | 65-001 — 65-950  | www.zielona-gora.pl            |
| Херсон             | Украина     | Херсонский район         | 135,7 км²  | 333 737 (2015)     | 73000            | www.city.kherson.ua            |
| Шеки               | Азербайджан | Шекинский район          | 9 км²      | 63 700 (2012)      | AZ5500           | sheki-ih.gov.az                |
| Штум               | Польша      | Штумский повят           | 4,59 км²   | 9945 (2006)        | 82-400           | sztum.pl                       |
| Глубокое           | Беларусь    | Витебская область        |            | 18 921 (2016)      | 220050           | glubokoe.vitebsk-region.gov.by |
| Биберах-ан-дер-Рис | Германия    | Баден- Вюртемберг        | 72,16 км²  | 31 419 (2013)      | 88400            | www.biberach-riss.de           |
| Даугавпилс         | Латвия      | Даугавпилсский р-он      | 72,48 км²  | 101 057 (2012)     | LV-5401          | www.daugavpils.lv              |
| Аникщяй            | Литва       | Аникщяйский район        | 1 765 км²  | 11 391 (2011)      | LT-29001         | www.anyksciai.lt               |
| Жешув              | Польша      | Подкарпатское воеводство | 116,4 км²  | 171 227 (2010)     | 35-001–35-959    | erzeszow.pl                    |
| Талси              | Латвия      | Талсинский район         | 7,8 км²    | 11129 (2011)       | LV-3201, LV-3203 | www.talsi.lv                   |
| Лаоаг              | Филиппины   | Илокан                   | 127,47 км² | 102 457 (2007)     | 2900             | www.laoagcity.gov.ph           |
| Вильянди           | Эстония     | Вильяндиский район       | 14,62 км²  | 17868 (2012)       | 71020            | viljandi.ee                    |
| Кедайняй           | Литва       | Кедайняйский район       | 4,4 км²    | 30 214 (2008)      | LT-57001         | kedainiai.lt                   |
| Бешенёва           | Словакия    | Жилинский район          | 4.297 км²  | 388 (2004)         | 034 83           | besenova.sk                    |
| Клецк              | Беларусь    | Клецкий район            | 974,12 км² | 11 483 (2018)      | 222531           | kletsk.minsk-region.by         |
| Балта              | Украина     | Подольский район         | 22,97 კმ2  | 18 789 (2017)      | 66101            | balta-rada.gov.ua              |